# Trusted relay point
Trusted relay point (TRP)  je softwarová funkce, která běží na Cisco zařízeních. Typické použití je jako prostředník v komunikaci mezi různými sítěmi (oddělené pomocí VRF), kdy jedna síť je hlasová a druhá datová. CUCM potřebuje spojit komunikaci z jedné sítě do druhé. Navázání komunikace může jít přes centrální firewall, ale samotný RTP přenos již jde lokálně v rámci uzlu přes TRP prostředníka.